# Saint-Crépin (Altos-Alpes)
Saint-Crépin é uma comuna francesa na região administrativa da Provença-Alpes-Costa Azul, no departamento de Altos-Alpes. Estende-se por uma área de 46,3 km². Em 2010 a comuna tinha 750 habitantes (densidade: 16,2 hab./km²).